# Maricá
Maricá là một đô thị thuộc bang Rio de Janeiro, Brasil. Đô thị này có diện tích 362 km², dân số năm 2007 là 95653 người, mật độ 264,2 người/km².